# بورنیوس

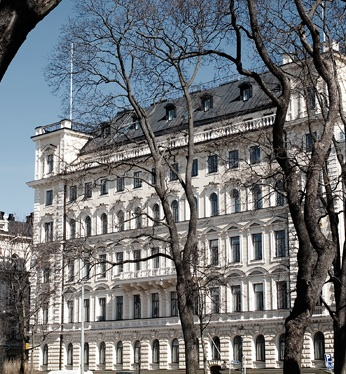
ساختمان شرکت خدمات حقوقی بورنیوس - ۲۰۱۰

بورنیوس (انگلیسی: Borenius) شرکت خدمات حقوقی فنلاندی است، که در سال ۱۹۱۱ تأسیس شد.